# Eupithecia barnesi
Eupithecia barnesi là một loài bướm đêm trong họ Geometridae.